# Giorgia Baldelli
Giorgia Baldelli (ur. 10 marca 1985 w Romano di Lombardia) – włoska siatkarka, reprezentantka kraju. Gra na pozycji przyjmującej.

## Kariera
- Volley Bergamo 2000–2004
- Reggio Emilia 2004–2009
- Pallavolo Collecchio 2009–2011
- Volley Vigolzone 2011–2012
- Towers Breganze 2012–2013
- Pallavolo Hermaea 2013–2014
- Hermaea Olbia 2014–2015

## Sukcesy
- Mistrzostwo Włoch 2002
- Puchar CEV 2004
- Mistrzostwo Włoch 2004